# Rosemarie Hein
Rosemarie Hein (Lipcse, 1953. január 17. – 2025. február 15.) német politikus. 1990–2006 között Szász-Anhalt tartományi parlamentjének, 2009 és 2017 között a Bundestag tagja.

## Életútja
Középiskolai tanulmányait Hennigsdorfban végezte. 1971 és 1975 között a Drezdai Pedagógiai Egyetemen hallgatója volt, ahol német és művészetoktató tanárként szerzett diplomát. Ezt követően öt évig Oscherslebenben tanított. 1982 és 1986 között Német Szocialista Egységpárt Központi Bizottságának Társadalomtudományi Akadémiájának aspiránsa volt. Ez idő alatt írta a disszertációját Vizuális művészet az NDK-ban a világbékéért: Pozíciók és problémák a hetvenes-nyolcvanas években témában.
1976-ban csatlakozott a Német Szocialista Egységpárthoz különböző önkéntes pozíciók után. 1980 és 1982 között az oscherslebeni kerületi vezetőségében dolgozott. A rendszerváltás után 1990 tavaszán Magdeburgban a PDS körzeti elnökévé, ugyanazon év nyarán pedig országos elnökhelyettessé választották. Ezt a tisztséget 1995-ig töltötte be. 1997 szeptemberétől 2005 júniusáig a PDS elnöke volt Szász-Anhalt tartományban. 2007 júniusától a Baloldali Párt (Die Linke) igazgatóságának tagja volt.
1990 októberében először választották meg a Szász-Anhalt tartomány parlamenti képviselőjének, ahol főleg oktatáspolitika feladatokkal foglalkozott. Tagja volt a Kulturális és Médiabizottságnak. 2006-ig volt tartományi képviselő.
2004 júniusában beválasztották Magdeburg városi tanácsba, ahol főként a város iskolapolitikájával foglalkozott.
A 2009-es szövetségi választásokon a magdeburgi szövetségi választókerületben indult és a szavazatok 32 százalékával győzött és a Bundestag tagja lett, ahol az Oktatási, Kutatási és Technológiai Értékelési Bizottságban dolgozott 2017-ig.
Pártja általános oktatási szóvivője volt. Legutoljára pártja Vének Tanácsának tagja volt.
Házas volt, két lánya született.

## Fordítás
Ez a szócikk részben vagy egészben  a   Rosemarie Hein című német Wikipédia-szócikk ezen változatának fordításán alapul.  Az eredeti cikk szerkesztőit annak laptörténete sorolja fel. Ez a jelzés csupán a megfogalmazás eredetét és a szerzői jogokat jelzi, nem szolgál a cikkben szereplő információk forrásmegjelöléseként.